# 1990-es MotoGP-világbajnokság
Az 1990-es MotoGP-világbajnokság volt a 42. gyorsaságimotoros-világbajnoki szezon. Ebben az évben már csak három géposztályban versenyezhettek, miután a legkisebb, 80 köbcentiméteres kategóriát megszüntették.

## Összefoglaló
1990 jelentette a Rainey-éra kezdetét. Az amerikai pilóta ebben az évben 7 győzelmet aratott, a magyar verseny kivételével, amelyen nem szerzett pontot, minden versenyen dobogón állhatott. Végül magabiztosan, 67 ponttal előzte meg a második helyezett Kevin Schwantzot. Harmadik az ausztrál Mick Doohan lett.
A negyedlitereseknél egy újonc, az amerikai John Kocinski győzött. Végig nagy csatát vívott Carlos Cardússzal és Luca Cadalorával, végül Cardúst 15, Cadalorát 39 ponttal előzte meg. A 125 köbcentiméteresknél szintén egy újonc, az ekkor mindössze 17 éves Loris Capirossi szerezte meg a világbajnoki címet. 17 évesen ő lett az addigi legfiatalabb világbajnok.

## Versenyek
| #  | Verseny             | Helyszín       | 125 cm³ győztes  | 250 cm³ győztes  | 500 cm³ győztes | Összefoglaló |
| -- | ------------------- | -------------- | ---------------- | ---------------- | --------------- | ------------ |
| 1  | japán nagydíj       | Suzuka         | Hans Spaan       | Luca Cadalora    | Wayne Rainey    | Összefoglaló |
| 2  | amerikai nagydíj    | Laguna Seca    | Nem volt verseny | John Kocinski    | Wayne Rainey    | Összefoglaló |
| 3  | spanyol nagydíj     | Jerez          | Jorge Martínez   | John Kocinski    | Wayne Gardner   | Összefoglaló |
| 4  | nemzetek nagydíja   | Misano         | Jorge Martínez   | John Kocinski    | Wayne Rainey    | Összefoglaló |
| 5  | német nagydíj       | Nürburgring    | Doriano Romboni  | Wilco Zeelenberg | Kevin Schwantz  | Összefoglaló |
| 6  | osztrák nagydíj     | Salzburgring   | Jorge Martínez   | Luca Cadalora    | Kevin Schwantz  | Összefoglaló |
| 7  | jugoszláv nagydíj   | Fiume          | Stefan Prein     | Carlos Cardús    | Wayne Rainey    | Összefoglaló |
| 8  | holland nagydíj     | Assen          | Doriano Romboni  | John Kocinski    | Kevin Schwantz  | Összefoglaló |
| 9  | belga nagydíj       | Spa            | Hans Spaan       | John Kocinski    | Wayne Rainey    | Összefoglaló |
| 10 | francia nagydíj     | Le Mans        | Hans Spaan       | Carlos Cardús    | Kevin Schwantz  | Összefoglaló |
| 11 | brit nagydíj        | Donington      | Loris Capirossi  | Luca Cadalora    | Kevin Schwantz  | Összefoglaló |
| 12 | svéd nagydíj        | Anderstorp     | Hans Spaan       | Carlos Cardús    | Wayne Rainey    | Összefoglaló |
| 13 | csehszlovák nagydíj | Brno           | Hans Spaan       | Carlos Cardús    | Wayne Rainey    | Összefoglaló |
| 14 | magyar nagydíj      | Hungaroring    | Loris Capirossi  | John Kocinski    | Mick Doohan     | Összefoglaló |
| 15 | ausztrál nagydíj    | Phillip Island | Loris Capirossi  | John Kocinski    | Wayne Gardner   | Összefoglaló |

## Az 500 cm³ végeredménye
| #  | Versenyző            | Rajtszám | Ország             | Motor               | Pont | Győzelmek |
| -- | -------------------- | -------- | ------------------ | ------------------- | ---- | --------- |
| 1  | Wayne Rainey         | 2        | USA                | Marlboro-Yamaha     | 255  | 7         |
| 2  | Kevin Schwantz       | 34       | USA                | Lucky Strike-Suzuki | 188  | 5         |
| 3  | Mick Doohan          | 9        | Ausztrália         | Rothmans-Honda      | 179  | 1         |
| 4  | Niall Mackenzie      | 5        | Egyesült Királyság | Lucky Strike-Suzuki | 140  | 0         |
| 5  | Wayne Gardner        | 10       | Ausztrália         | Rothmans-Honda      | 138  | 2         |
| 6  | Juan Garriga         | 11       | Spanyolország      | Ducados-Yamaha      | 121  | 0         |
| 7  | Eddie Lawson         | 1        | USA                | Marlboro-Yamaha     | 118  | 0         |
| 8  | Jean-Philippe Ruggia | 14       | Franciaország      | Gauloises-Yamaha    | 110  | 0         |
| 9  | Christian Sarron     | 3        | Franciaország      | Gauloises-Yamaha    | 84   | 0         |
| 10 | Sito Pons            | 6        | Spanyolország      | Campsa-Honda        | 76   | 0         |

## A 250 cm³ végeredménye
| #  | Versenyző        | Rajtszám | Ország        | Motor   | Pont | Győzelmek |
| -- | ---------------- | -------- | ------------- | ------- | ---- | --------- |
| 1  | John Kocinski    | 19       | USA           | Yamaha  | 223  | 7         |
| 2  | Carlos Cardús    | 4        | Spanyolország | Honda   | 208  | 4         |
| 3  | Luca Cadalora    | 5        | Olaszország   | Yamaha  | 184  | 3         |
| 4  | Helmut Bradl     | 9        | NSZK          | Honda   | 150  | 0         |
| 5  | Wilco Zeelenberg |          | Hollandia     | Honda   | 127  | 1         |
| 6  | Martin Wimmer    | 10       | NSZK          | Aprilia | 118  | 0         |
| 7  | Simizu Maszahiro | 6        | Japán         | Honda   | 100  | 0         |
| 8  | Jochen Schmid    |          | NSZK          | Yamaha  | 92   | 0         |
| 9  | Jacques Cornu    | 3        | Svájc         | Honda   | 86   | 0         |
| 10 | Dominique Sarron |          | Franciaország | Honda   | 78   | 0         |

## A 125 cm³ végeredménye
| #  | Versenyző           | Rajtszám | Ország        | Motor   | Pont | Győzelmek |
| -- | ------------------- | -------- | ------------- | ------- | ---- | --------- |
| 1  | Loris Capirossi     | 65       | Olaszország   | Honda   | 182  | 3         |
| 2  | Hans Spaan          | 2        | Netherlands   | Honda   | 173  | 5         |
| 3  | Stefan Prein        | 7        | NSZK          | Honda   | 169  | 1         |
| 4  | Doriano Romboni     |          | Olaszország   | Honda   | 130  | 2         |
| 5  | Dirk Raudies        |          | NSZK          | Honda   | 113  | 0         |
| 6  | Jorge Martínez      |          | Spanyolország | Derbi   | 105  | 3         |
| 7  | Fausto Gresini      | 8        | Olaszország   | Honda   | 102  | 0         |
| 8  | Bruno Casanova      | 4        | Olaszország   | Honda   | 97   | 0         |
| 9  | Alessandro Gramigni |          | Olaszország   | Aprilia | 84   | 0         |
| 10 | Heinz Lüthi         |          | Svájc         | Honda   | 78   | 0         |